# Etsdorf am Kamp
Etsdorf am Kamp ist eine Ortschaft und als Etsdorf eine Katastralgemeinde der Gemeinde Grafenegg im Bezirk Krems-Land in Niederösterreich.

## Geografie
Der Marktort liegt östlich des Kamps und wird von der Landesstraße L43 erschlossen. Zur Ortschaft zählen auch die Stöbermühle im Süden, Weinberg und mehrere unbenannte Lagen.

## Geschichte
Mit Ozinsdorf bezeichnete der Passauer Urbar den Ort im Jahr 1230 und im Jahr 1277 scheint ein Ritter Heinricus de Enzensdorf (bzw. Enzeinstorf) in Urkunden des Kremser Bürgers Gozzo als Zeuge auf, über dessen Ansitz aber nur Vermutungen getroffen werden können. Im Jahr 1819 bewilligte Kaiser Franz I. die Abhaltung eines Jahrmarktes zu Pfingsten. Laut Adressbuch von Österreich waren im Jahr 1938 in der Marktgemeinde Etsdorf am Kamp zwei Bäcker, ein Bauunternehmer, ein Brennstoffhändler, zwei Fleischer, ein Friseur, zwei Gastwirte, acht Gemischtwarenhändler, eine Hebamme, zwei Holzhändler, zwei Mühlen, zwei Papier- und Schreibwarenhändler, ein Rohproduktehändler, ein Sägewerk, ein Sattler, zwei Schlosser, ein Schmied, drei Schneider und zwei Schneiderinnen, zwei Schuster, ein Spengler, drei Stechviehhändler, zwei Trafikanten, zwei Tischler, zwei Viktualienhändler, eine Wäscherei, ein Wagner, zwei Zementwarenerzeuger, eine Ziegelei und einige Landwirte ansässig.

## Sehenswürdigkeiten
- Pfarrkirche Etsdorf am Kamp, eine gotische, barock umgestaltete Kirche

## Öffentliche Einrichtungen
In Etsdorf befindet sich ein Kindergarten.

## Persönlichkeiten
- Franz Mair (1821–1893), Gründer des Schubertbundes und Chormeister des Nö. Sängerbundes, wuchs hier auf
- Hans-Heinz Dum (1906–1986), Publizist, SA-Sturmbannführer und Kreisleiter im Kreis Krems